# Benken (Zurique)
Benken é uma comuna da Suíça, situada no distrito de Andelfingen, no cantão de Zurique. Tem 5,66 km² de área e sua população em 2018 foi estimada em 855 habitantes.